# Chibia
Chibia – miasto w Angoli, w prowincji Huíla.